# Калюжна Марія Павлівна
Марія Павлівна Калюжна (нар. 19 січня 1944, село Курячівка, тепер Старобільського району Луганської області) — українська радянська діячка, бригадир штукатурів спеціалізованого будівельного управління комбінату «Ворошиловградхімбуд» міста Рубіжне Ворошиловградської (Луганської) області. Герой Соціалістичної Праці (19.03.1981). Депутат Верховної Ради СРСР 8—11-го скликань.

## Біографія
Народилася в багатодітній родині сільських вчителів Павла Степановича і Фросини Іванівни Перчик. Батько загинув на фронтах Другої світової війни.
Закінчила сільську середню школу, а в 1962 році — професійно-технічне училище № 13 міста Рубіжне Луганської області. Член ВЛКСМ з 1958 року.
З 1962 року — маляр-штукатур Рубіжанського будівельного управління трусту «Рубіжанськхімбуд», з липня 1972 року — бригадир штукатурів спеціалізованого будівельного управління «Опорядбуд» комбінату «Ворошиловградхімбуд» міста Рубіжне Ворошиловградської (Луганської) області.
У 1974 році без відриву від виробництва закінчила Рубіжанський індустріально-педагогічний технікум Ворошиловградської області.
Член КПРС з 1974 року.
У 1981 році без відриву від виробництва закінчила Ворошиловградський машинобудівний інститут.
Потім — на пенсії в місті Рубіжне Луганської області.

## Нагороди
- Герой Соціалістичної Праці (19.03.1981)
- орден Леніна (19.03.1981)
- два ордени Трудового Червоного Прапора (1971, 1974)
- лауреат Державної премії СРСР (1977)
- медалі
- Почесний громадянин міста Рубіжне (28.07.2004)